# Nguyen Van Thieu

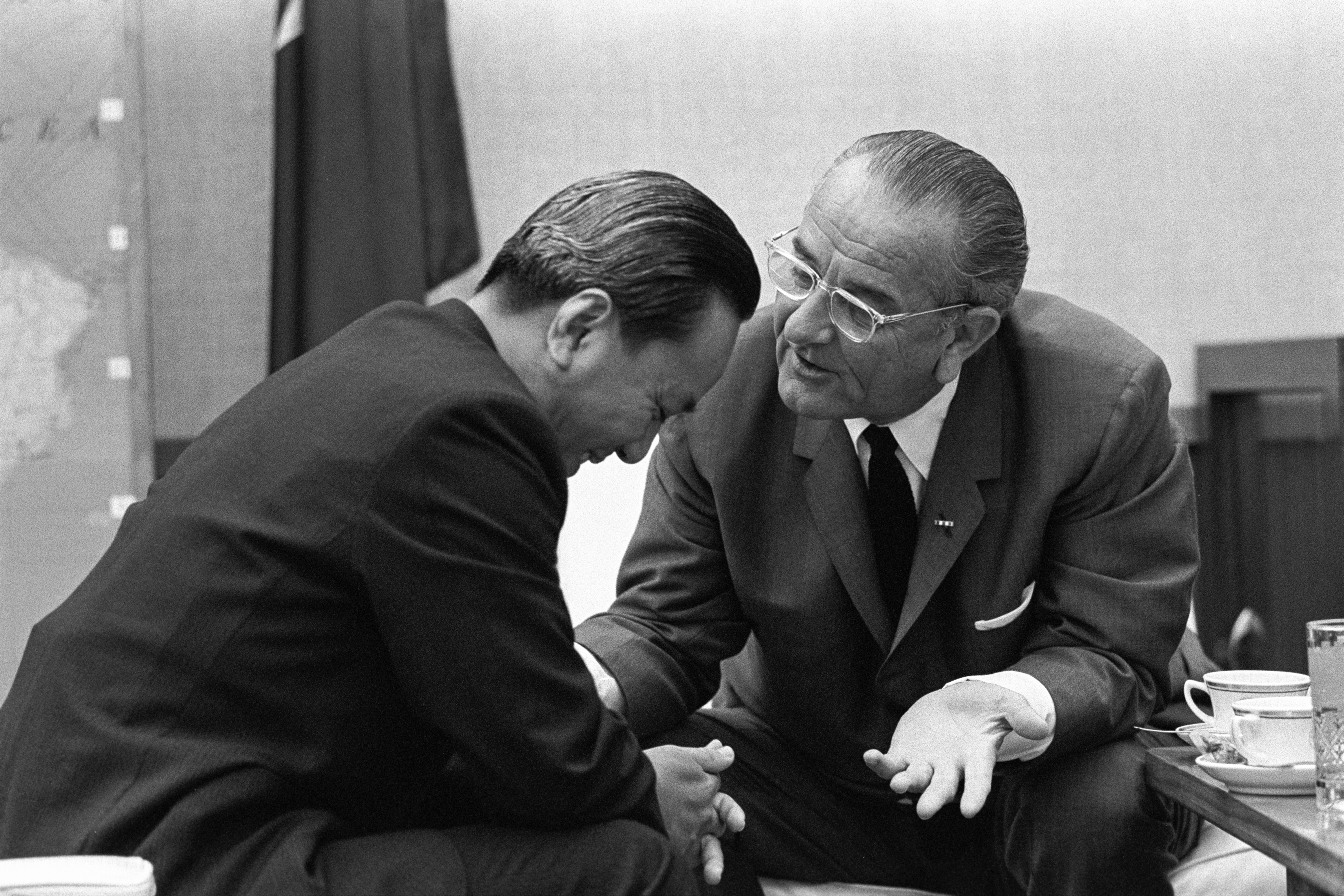
Med USA:s president Lyndon B. Johnson

Nguyen Van Thieu, född 5 april 1923 i Phan Rang-Thap Cham, död 29 september 2001 i Boston i Massachusetts, var en vietnamesisk politiker och general.

## Biografi
Nguyen, som var militär, befordrades till general efter kuppen mot president Ngo Dinh Diem 1 november 1963, för att 1965 utses till ledare för militärjuntan.
Han var premiär- och försvarsminister i Sydvietnam 1964-65 och provisorisk statschef 1965-67, och valdes till president. Nguyen var Sydvietnams president 1967-1975. Han avgick och gick i landsflykt i samband med Saigonregeringens kapitulation till Nordvietnam, FNL och PRR 1975.